# Гайнц Шмідт
Гайнц «Джонні» Шмідт (нім. Heinz „Johnny“ Schmidt; 20 квітня 1920, Бад-Гомбург — 5 вересня 1943, Кубань, РРФСР) — німецький льотчик-ас винищувальної авіації, гауптман люфтваффе (1943, посмертно). Кавалер Лицарського хреста Залізного хреста з дубовим листям.

## Біографія
10 листопада 1938 року вступив в люфтваффе. Після закінчення училища винищувальної авіації зарахований в 2-у ескадрильї навчальної винищувальної групи в Мерзебурзі. В серпні 1940 року переведений в 4-у ескадрилью 52-ї винищувальної ескадри. Учасник битви за Британію. Недовго служив в 5-й ескадрильї, але потім повернувся в 4-у. Учасник Німецько-радянської війни. В жовтні 1941 року його літак був підбитий і Шмідт здійснив вимушену посадку на території, контрольованій радянськими військами. Протягом 6 днів він потай добирався до своїх. В серпні-вересні 1942 року менше ніж за місяць здобув 50 перемог. В лютому 1943 року знову збитий на радянській території, і цього разу, щоб повернутися до своїх, Шмідту знадобилося 2 дні. З 16 серпня 1943 року — командир 6-ї ескадрильї 52-ї винищувальної ескадри. Зник безвісти 5 вересня 1943, коли його літак не повернувся з бойового вильоту на Кубані. В 1945 році офіційно визнаний загиблим.
Всього за час бойових дій здійснив 712 бойових вильотів і збив 173 радянські літаки.

## Нагороди
- Нагрудний знак пілота
- Залізний хрест
  - 2-го класу (22 жовтня 1940)
  - 1-го класу (9 листопада 1940)
- Авіаційна планка винищувача в золоті з підвіскою
  - в сріблі (1 травня 1941)
  - в золоті (22 серпня 1941)
  - підвіска (12 грудня 1942)
- Почесний Кубок Люфтваффе (6 липня 1942)
- Німецький хрест в золоті (20 серпня 1942)
- Лицарський хрест Залізного хреста з дубовим листям
  - лицарський хрест (23 серпня 1942) — за 51 перемогу.
  - дубове листя (№ 124; 16 вересня 1942) — за 102 перемоги.
- Медаль «За зимову кампанію на Сході 1941/42» (30 серпня 1942)
- Нагрудний знак «За поранення» в чорному

## Вшанування пам'яті
Німецький народний союз з догляду за військовими похованнями вніс ім'я і особисті дані Шмідта в книгу пам'яті Харківського військового цвинтаря.